# Hong Hyeon-hui
Hong Hyeon-hui (홍현희?; Seul, 24 gennaio 1982) è un'ex cestista sudcoreana.

## Carriera
Con la Corea del Sud ha disputato le Olimpiadi del 2004 e due Campionati del mondo (2002, 2006).